# Лунка (Патарлађеле)
Лунка (рум. Lunca) насеље је у Румунији у округу Бузау у општини Патарлађеле. Oпштина се налази на надморској висини од 286 m.

## Становништво
Према подацима из 2002. године у насељу је живело 427 становника, од којих су сви румунске националности.